# Павловський Федір Андрійович
Павловський Федір Андрійович (1839—1906) — гласний Харківської міської думи, член харківської міської управи, громадський діяч, один із засновників Харківської громадської бібліотеки.

## Біографія
Народився у родині статського радника Андрія Федоровича Павловського. Навчався у Першій харківській чоловічий гімназії. Закінчив природничій факультет Харківського університету з ступенем кандидата.
Займав різні посади: був гласним Харківської міської думи (1879—1882), членом харківської міської управи (1889—1892), уповноважений Міністерства фінансів із закупівлі хліба голодуючим та армії. Активно долучався до вирішенні питань з розвитку міста Харкова: будівництва кінно-залізної дороги, проектування мостів, будівництва школи, освітлення Народного дому. Брав участь у виданні «Харьковского календаря». Засновник і редактор газети «Накануне» (1906). Член Конституційно-демократичної партії.

## Громадська діяльність
Один з засновників й по життєвий член Харківського товариства грамотності. Один з ініціаторів і засновників Харківської громадської бібліотеки. З 26 вересня 1885 по 1892 рік член правління. Учасник загальних зборів бібліотеки, його голова та секретар, історіограф. Ним був підготовлений історичний нарис «Первый год Харьковской общественной библиотеки», в якому навів інформацію про засновників бібліотеки, членах правління, перших бібліотекарях, навів звіт про перший рік роботи. Як гласний думи, клопотав перед Харківською міською думою про надання субсидій для бібліотеки, що надало можливостей 1889 року відкрити кімнату для наукових занять.
Благодійну діяльність направляв на розвиток шкіл, бібліотек, допомогу студентам. 1889 року зробив пожертву 2500 рублів Харківському університету, на проценти з яких студентам надавалася Премія імені заслуженого професора Андрія Федоровича Павловського за кращі твори з математики, механіки, астрономії, фізики, хімії.